# Britt Lomond
Britt Lomond est un acteur américain d'origine écossaise, né Glase Britt Lohman le 12 avril 1925 à Chicago dans l'Illinois et mort le 22 mars 2006 à Huntington Beach en Californie. Il est connu principalement pour son rôle du capitaine Monastorio, jeune et pimpant officier espagnol, ennemi juré de Zorro, durant les 13 premiers épisodes de la série télévisée Zorro produite par Walt Disney. Il était également producteur et réalisateur.

## Biographie
Né à Chicago le 12 avril 1925, Britt Lomond a grandi à New York. Son père était professeur et sa mère actrice et sculptrice.
Il s'est illustré pendant la Seconde Guerre mondiale, alors qu'il effectue son service militaire dans le Pacifique en tant que parachutiste. Après y avoir servi pendant 39 mois, il a été décoré de trois Purple Hearts, une Étoile d’Argent et une Étoile de Bronze. Il a également participé pendant  8 mois à la guerre de Corée.
Après la guerre, il est diplômé de l'Université de New York, en beaux-arts. 
Il commence à travailler à New York en tant que dessinateur pour "The Ruth", l'agence de publicité de Ross et Ryan. 
Pendant les vacances d'été 1947, il conçoit des décors pour une compagnie de théâtre locale à Long Island. Il remplace au pied levé un des acteurs tombé malade.
Excellent escrimeur amateur, il a été classé 26e au classement national. Il est sélectionné avec l’équipe d’escrime des États-Unis pour les Jeux olympiques d'Helsinki de 1952. 

## Carrière
En 1952, il renonce aux compétitions en tant qu'amateur et devient escrimeur professionnel pour le spectacle et le cinéma. Il s'installe à Los Angeles pour étudier l'escrime sous la direction du maestro italien Aldo Nadi et approcher le monde du cinéma et de la télévision. Il fut notamment la doublure de Mel Ferrer dans le film Scaramouche (1952) dont le duel final est le plus long de l'histoire du cinéma (7 minutes). Il retrouve Stewart Granger dans Le Prisonnier de Zenda (1952) où il effectue des doublures. Il apparaît également comme escrimeur et acteur dans Le cavalier au masque en 1955, où il donne la réplique à Tony Curtis.
De 1952 à 1956, il est crédité sous le nom Glase Lohman. À partir de 1956, il est connu sous le nom de Britt Lomond.
Il apparaît à trois reprises dans la série Navy Log (1955-1958). Navy Log est une série d'anthologie dramatique américaine qui relate les plus grandes histoires de survie en temps de guerre de l'histoire de la marine américaine. Durant 3 saisons et 104 épisodes, la série montrait des reconstitutions dramatiques de véritables événements navals tirés des fichiers du ministère de la Défense. 
Il joue dans plusieurs séries de télévisions, dont Highway Patrol en 1956 (des voitures de patrouille puissantes et des motos rapides se combinent pour lutter contre la criminalité sur les routes rurales des grands espaces américains - série dans laquelle on note également l’apparition de Guy Williams, son futur partenaire dans la série Zorro), Le Comte de Monte-Cristo en 1956 (série télévisée d'aventure culte de cape et d'épée adaptée très librement du roman d'Alexandre Dumas), Annie Oakley en 1956 (récit romancé de la vie de la légendaire tireuse d'élite du Far West, Annie Oakley). 
Britt Lomond est surtout connu pour son rôle du Capitaine Monastorio dans la première saison de la série télévisée Zorro. Alors qu'il est le seul finaliste pour le rôle-titre face à l'acteur Guy Williams, Walt Disney décide de garder les deux acteurs, Guy Williams pour le rôle de Zorro, et de confier celui du méchant à Lomond. Son interprétation magistrale du cupide et rusé Commandant Enrique Sanchez Monastorio lui apporte la popularité et a contribué à la réussite du lancement de cette série. Guy Williams et lui y exécutent sans doublure tous les duels, la pointe des épées n'était pas même mouchetée. Bien que supervisés par l'escrimeur Fred Cavens, et soigneusement chorégraphiés, ces duels n'étaient pas sans danger et plusieurs accidents se sont produits. Britt a été accidentellement blessé au-dessus de l'œil par l'épée de Guy Williams. Pour promouvoir la série, les deux acteurs ont participé à des représentations en direct dans le parc Disneyland. Ces performances avaient lieu plusieurs fois par an à bord du grand bateau pirate. 
Il fait des apparitions dans plusieurs téléfilms (Death Valley Days en 1956, Perry Mason en 1961, Le Virginien en 1963, Mission impossible en 1967)
Il a également joué le rôle du général George Armstrong Custer dans le film Tonka, cheval sauvage produit par Disney.
À la suite de sa carrière d'acteur, il est devenu directeur de scène, directeur de production, réalisateur et scénariste. Il a été directeur de scène de télévision au NBC Burbank Studios pendant de nombreuses années, notamment pour "The Bing Crosby show", et de nombreuses émissions de jeu à NBC. Il a été directeur de production pour l'émission de télévision Pasadena Rose Parade et pour les séries Somewhere in Time et Falcon Crest. Il a été également premier assistant réalisateur pour Battlestar Galactica et MacGyver.
En 2004, il publie ses souvenirs de tournage de Zorro sous le titre Chasing After Zorro.
Il meurt d'une insuffisance rénale le 22 mars 2006, à l'âge de 80 ans.

## Famille
Il était marié et avait deux enfants.
Son épouse, Diane, était directrice de casting aux Studios Ziv.

## Filmographie sélective

### Acteur
- 1955 : Navy Log (série télévisée), saison 1, épisode 13, "The Pollywog of Yosu" (24 min), réalisation Jean Yarbrough : Carrigio. Une équipe spécialisée de plongeurs de la marine est envoyée derrière les lignes ennemies pour mener des opérations de démolition. L’équipe sait qu'elle ne peut attendre aucune aide. Pour la marine, elle est sacrifiable.
- 1955 : Le cavalier au masque (téléfilm) : réalisation H. Bruce Humberstone : Raoul (crédité sous le nom Glase Lohman)
- 1956 : Navy Log (série télévisée), saison 1, épisode 29, "The First Shot" (30 min), réalisation Jean Yarbrough
- 1956 : Navy Log (série télévisée), saison 2, épisode 3, "A Day for a Stingray" (30 min): Lieutenant Fraser
- 1956 : Highway Patrol (série télévisée), saison 1, épisode 16, "Mountain Copter" (30 min), réalisation Herbert L. Strock : patrouilleur routier Melton
- 1956 : Le Comte de Monte-Cristo (série télévisée), saison 1, épisode 29, "Victor Hugo" : De Crissac. Surpris d'apprendre la confiance inébranlable de Victor Hugo dans le système judiciaire français, le Comte utilise une tournure des événements pour faire changer d'avis Hugo. Ce dernier décide alors d'écrire un livre sur le système appelé "Les Misérables".
- 1956 : Annie Oakley (série télévisée), saison 3, épisode 26, "Annie Rings the Bell" (30 min) : Gentleman Jim Corbett
- 1957 - 1958 : Zorro (13 épisodes) : Commandant Monastorio
- 1958 : Tonka, cheval sauvage (Tonka) de Lewis R. Foster : General George Armstrong Custer
- 1960 : The Life and Legend of Wyatt Earp (série télévisée) , saison 6, épisode 1, "The Truth About Old Man Clanton" (30 min) : Johnny Ringo
- 1960 : The Life and Legend of Wyatt Earp (série télévisée) , saison 6, épisode 3, "Johnny Behind the Deuce" (30 min) : Johnny Ringo
- 1960 : The Life and Legend of Wyatt Earp (série télévisée) , saison 6, épisode 11, "Johnny Ringo's Girl" (30 min) : Johnny Ringo
- 1961 : The Life and Legend of Wyatt Earp (série télévisée) , saison 6, épisode 27, "Until Proven Guilty" (30 min) :Johnny Ringo
- 1961 : Perry Mason (série télévisée), saison 5 épisode 9 : Jack Culroos
- 1961 : Rawhide (série télévisée), saison 4, épisode 8 : Dario
- 1963 : Le Virginien (série télévisée), saison 1, épisode 20 : Kyle Lawson
- 1967 : Mission Impossible (série télévisée), saison 2, épisode 1 : Thornton
- 1983 : Simon et Simon (série télévisée), saison 2, épisode 11 : Jerry Gelson

### Producteur et réalisateur

#### Cinéma
- 1961 : The Legend of Mandinga (producteur)
- 1984 : Purple Rain (assistant réalisateur)
- 1985 : School Girls (Girls Just Want to Have Fun)
- 1988 : Seven Hours to Judgment (producteur)
- 1988 : Crystalstone (coproducteur)
- 1985 : Sword of Heaven (coproducteur)

#### Télévision
- 1978 : Battlestar Galactica (assistant réalisateur sur 2 épisodes)
- 1982 : Falcon Crest série télévisée (production sur 11 épisodes)
- 1985 : MacGyver (réalisation d'un épisode)

### Scénariste
- 1961 : The Legend of Mandinga
- 1985 : Sword of Heaven : scénariste et chorégraphe